# Claes Grill (1817–1907)
Claes Lorentz Grill, född 24 maj 1817 på Mariedamms gård i Lerbäcks socken, Örebro län, död 17 juni 1907 vid Godegårds bruk, Godegårds församling, Östergötlands län, var en svensk militär och författare. Han var sonson till Jean Abraham Grill.

## Biografi
Claes Grill var son till protokollsekreteraren och brukspatronen Fredrik Wilhelm Grill. Han fick privat undervisning och inskrevs därefter 1830 vid Uppsala universitet. 1836 blev Grill underlöjtnant, genomgick 1838-1841 högre artilleriläroverket och blev 1844 löjtnant vid Göta artilleriregemente. Vid denna tid lät Grill publicera en karta svenska arméns indelning och förläggning i fred. 1855 blev han kapten vid Göta artilleriregemente och befordrades 1858 till major samtidigt som han flyttades till generalstaben. Under sin tid här bedrev han omfattande forskningar i arkiven för att publicera statistiska sammandrag av svenska indelningsverket. Grill var en motståndare till centralförsvarstanken och ivrade starkt för indelningsverkets bibehållande och stärkande snarare än ett värnpliktsförsvar. Politiskt var Grill starkt konservativ, och var en flitig debattör inom Sällskapet Krigsvetenskapens Vänner och gav även ut flera broschyrer och tidningsartiklar i samhällsfrågor. Hans politiska engagemang ökade sedan han efter ha befordrats till överstelöjtnant tog avsked från militärtjänsten för att överta släktgården Godegård 1867.
1857 blev Grill ledamot av Krigsvetenskapsakademien. Claes Grill var gift med Sven Lidmans faster och varit en betydande inspirationskälla i hans verk.